# Prosopographia Imperii Romani
La Prosopographia Imperii Romani est un ouvrage collectif historique destiné à établir la prosopographie des hauts personnages de l'empire romain. Sa deuxième édition est en cours d'achèvement. On abrège couramment le titre en PIR en distinguant la deuxième édition par un 2 en exposant : PIR².
La première édition fut rapidement achevée et publiée à Berlin dans la lignée des grands ouvrages d'érudition de l'école historique allemande qui avait réussi à concrétiser le projet d'un corpus de toutes les inscriptions latines, le Corpus Inscriptionum Latinarum. Dirigée par Elimar Klebs (de), Hermann Dessau et Paul von Rohden (de) la première édition de la PIR fut éditée en trois tomes de 1897 à 1898.
La mise en œuvre d'une seconde édition mise à jour débuta en 1933 par la parution, toujours à Berlin, du premier fascicule de la PIR² dirigée par Edmund Groag et Arthur Stein rassemblant les lettres A et B. La parution fut interrompue par la guerre à la lettre F (1943). Elle reprit à partir de 1952 sous la direction de A. Stein puis Leiva Petersen (de). Après la réunification allemande le projet trouva une nouvelle dynamique. Il est désormais dirigé par K. Wachtel. Le fascicule concernant la lettre S a été publié en 2006. Les index des noms des personnages intégrés dans la PIR sont désormais consultables sur internet sur le site de la PIR.
La PIR² comprend des notices pour tous les sénateurs romains connus pour les trois premiers siècles de l'empire, tous les chevaliers et même certains fonctionnaires qui n'ont pas le rang équestre comme des affranchis impériaux célèbres ainsi que les personnages connus par la tradition littéraire. Les notices sont rédigées en latin, recensent les sources connues sur le personnage et présentent une courte synthèse sur sa vie et ses fonctions. Les références à la PIR se font en indiquant la lettre sous laquelle la notice est enregistrée avec le numéro de notice, ainsi Claudius Pompeianus correspond à la notice PIR² C 973 : la 973e notice de la lettre C.
Pour les périodes postérieures au troisième siècle que la PIR ne couvre pas, elle est complétée par A.H.M. Jones, J.R. Martindale, John Morris éd., Prosopography of the Later Roman Empire.